# Rokka no yūsha
Rokka no Yūsha (六花の勇者) est une série de light novels écrite par Ishio Yamagata et illustrée par Miyagi. Elle est publiée depuis août 2011 par Shūeisha et six tomes sont commercialisés en juillet 2015. Une adaptation en manga dessinée par Kei Toru est publiée depuis février 2012 par Shūeisha. Une adaptation en anime produite au sein du studio Passione est diffusée depuis juillet 2015 sur MBS au Japon et en simulcast sur Crunchyroll dans les pays francophones.

## Histoire
Quand le dieu du mal (魔神, Majin) se réveille de nouveau, la déesse du Destin, déesse protectrice du royaume de Piena, choisit six héros qu'elle marque d'un sceau à six fleurs. La mission de ces héros est de vaincre le dieu du mal qui se trouve sur le territoire Makoku, le royaume des Calamités. L'histoire de Rokka no Yūsha se déroule en grande partie dans le temple juste devant la frontière du royaume des Calamités. Les héros sont arrivés au temple où une barrière a été créée afin de bloquer le chemin vers le royaume du dieu du mal et assurer les arrières des héros une fois qu'ils sont passés de l'autre côté. Mais, pour des raisons inconnues, ils sont sept au lieu de six héros à porter le sceau. La barrière ayant été activée à leur arrivée, ils se retrouvent coincés dans le temple et la forêt avoisinante, ils sont donc incapables de remplir leur mission : vaincre le dieu du mal. 
Leur but est donc d'identifier le 7e qui est l'imposteur et de le tuer afin de désactiver la barrière car ils sont persuadés que c'est le seul et unique moyen de remplir leur mission. S'ensuivent des intrigues, des batailles et des courses-poursuites car justement l'imposteur est malin et refuse de se rendre facilement. Trouveront-ils le 7e avant que le dieu du mal détruise tout le royaume ?

## Personnages
Adlet Mayer (アドレット・マイヤ, Adoretto Maiya)
Voix japonaise : Sōma Saitō, voix française : Pierre Le Bec
Jeune homme fier et courageux. Il est tout bonnement l'homme le plus fort du monde, du moins d'après ses dires. Astucieux, rapide et agile, Adlet fait plus confiance à la science qu'à la magie des Saintes. Son histoire personnelle, étant assez liée aux Calamités, en fait un ennemi dangereux et farouche du dieu du mal.
Nashetania Loei Piena Augustra (ナッシェタニア・ルーイ・ピエナ・アウグストラ, Nasshetania Rūi Piena Augusutora)
Voix japonaise : Yōko Hikasa, voix française : Nancy Phillipot
La Sainte des lames et des épées, Nashetania est aussi la princesse héritière du royaume de Piena et la championne des jeux. Les Saintes utilisent chacune un type de magie unique (seules des femmes peuvent être des Saintes) et celle de Nashetania lui permet de manipuler les épées et les lames et de les diriger selon son bon vouloir.
Flamie Speeddraw (フレミー・スピッドロウ, Furemī Supiddorou)
Voix japonaise : Aoi Yūki, voix française : Sophie Frison
Flamie est la Sainte de la Poudre Noire. Inconnue du bataillon des Saintes, esseulée et portant un horrible secret familial, Flamie est rapidement suspectée d'être l'imposteur à cause de son passé et du fait qu'elle soit la tueuse de héros. Son pouvoir lui permet d'utiliser toutes sortes d'armes à feu et d'explosifs.
Goldof Auora (ゴルドフ・アウオーラ, Gorudofu Auōra)
Voix japonaise : Kōki Uchiyama, voix française : Maxime Van Stantfoort
Chevalier servant de son altesse Nashetania Loei Piena Augustra. Goldof est parti seul à la recherche de la tueuse des héros, une personne coupable d'avoir tué des Saintes dont les pouvoirs les désignaient comme héros potentiels. Il retrouve une partie des héros un peu avant l'arrivée au temple. Il a aussi des sentiments pour Nashetania, elle le repousse. Après le départ de la princesse, il passe son temps à regretter d'avoir déclarer ses sentiments.
Chamot Rosso (チャモ・ロッソ, Chamo Rosso)
Voix japonaise : Ai Kakuma, voix française : Émilie Guillaume
Qualifiée comme étant la plus puissante des Saintes, elle est la Sainte des Marécages. Chamot abrite en elle un pouvoir effrayant dont on verra l'ampleur. Il s'agit d'une fillette d'apparence inoffensive mais ô combien capricieuse. Ayant une confiance aveugle en Maura, Chamot obéit à ses ordres aveuglément.
Maura Chester (モーラ・チェスター, Mōra Chesutā)
Voix japonaise : Rina Satō, voix française : Fabienne Loriaux
Sainte des Montagnes et responsable des Saintes, Maura est censée connaître toutes les Saintes et veiller sur elle. Sauf qu'elle ne connait pas Flamie, la Sainte de la Poudre Noire, ce qui la rend suspecte aux yeux des autres héros. Maura a une forte influence sur Chamot et paraît être le leader naturel. Poussée à bout lors de la recherche de l'imposteur, elle n'hésite pas à manipuler les autres.
Hans Humpty (ハンス・ハンプティ, Hansu Hanputi)
Voix japonaise : Kenichi Suzumura, voix française : Jean-Paul Clerbois
Assassin et tueur à gages, Hans est agile et très rapide. Il n'a pas la tête de l'emploi et sa présence jure avec le reste des héros.

## Light Novel
Rokka no Yūsha est une série de light novels écrite par Ishio Yamagata et illustrée par Miyagi publiée par Shūeisha. Le premier tome est commercialisé le 25 août 2011 et six tomes sont commercialisés le 24 juillet 2015.

## Manga
Une adaptation en manga dessinée par Kei Toru est prépublié depuis le 25 février 2012 dans le magazine Super Dash & Go! publié par Shūeisha. Après la fin de parution du magazine en avril 2013, la série est publiée directement sur le site internet. Le premier volume relié est publié le 25 octobre 2012 et quatre tomes sont commercialisés le 24 juillet 2015.

## Anime
L'adaptation en anime est annoncée en novembre 2014. Il est produit au sein du studio Passione avec une réalisation de Takeo Takahashi, un scénario de Tatsuhiko Urahata et des compositions de Michiru Ōshima. La série est diffusée initialement à partir du 4 juillet 2015 sur MBS au Japon et en simulcast sur Crunchyroll dans les pays francophones.

### Liste des épisodes
| No | Titre en français             | Titre original                        | Date de 1re diffusion |
| -- | ----------------------------- | ------------------------------------- | --------------------- |
| 1  | L'homme le plus fort du monde | 地上最強の男 Chijō saikyō no otoko    | 4 juillet 2015        |
| 2  | Le premier voyage             | 初めての旅 Hajimete no tabi           | 11 juillet 2015       |
| 3  | La tueuse de héros            | 六花殺しの少女 Rokka-goroshi no shōjo | 18 juillet 2015       |
| 4  | Rassemblement des héros       | 勇者集結 Yūsha shūketsu               | 25 juillet 2015       |
| 5  | Le septième héros             | 七人目の勇者 Nana ninme no yūsha      | 1er août 2015         |
| 6  | Piège et débandade            | 罠と潰走 Wana to kaisō                | 8 août 2015           |
| 7  | Leur raison                   | 二人の理由 Futari no riyū             | 15 août 2015          |
| 8  | Homme ordinaire et génie      | 凡人と天才 Bonjin to tensai           | 22 août 2015          |
| 9  | Les germes du doute           | 疑惑の蕾 Giwaku no tsubomi            | 29 août 2015          |
| 10 | Impasse                       | 絶体絶命 Zettai zetsumei              | 5 septembre 2015      |
| 11 | Contre-attaque                | 反攻 Hankō                            | 12 septembre 2015     |
| 12 | Le temps des révélations      | 解明の時 Kaimei no toki               | 19 septembre 2015     |

### Musiques
| Début      | Début             | Début    | Fin      | Fin               | Fin                    |
| Épisodes   | Titre             | Artiste  | Épisodes | Titre             | Artiste                |
| ---------- | ----------------- | -------- | -------- | ----------------- | ---------------------- |
| 1 - 4 & 12 | Cry for the Truth | MICHI    | 1 - 3    | Secret Sky        | MICHI                  |
| 5 - 11     | Black Swallowtail | UROBOROS | 4 - 5    | Dance in the Fake | Hikasa Yoko (日笠陽子) |
| 5 - 11     | Black Swallowtail | UROBOROS | 6 -      | Nameless Heart    | Yuuki Aoi (悠木碧)     |